# Bylatyan Oyuunuskay
Bylatyan Oyuunuskay és el nom iacut de l'escriptor Platon Oiunski (rus Платон Ойунский; 30 de desembre de 1893 - 31 d'octubre de 1939), pseudònim de Platon Alekséievitx Sleptsov (Платон Алексеевич Слепцов) que fou un escriptor i traductor iacut i un dels fundadors de la moderna literatura iacut.
Fou víctima de les purgues de Stalin, i va morir a la presó el 1939. Fou rehabilitat el 15 d'octubre de 1955.
El premi estatal de la República Socialista Soviètica de Iacútia, que premia recerques en literatura, arts i arquitectura, duu el seu nom.

## Obres
- Kyhyl oyuun (Xamà roig, 1925)
- Iirbit Nyukuus (El boig Nyukus, 1923)
- Jeberetten takhsyy (Removent el fang, 1936)